# カメネツ (ルーシ)
カメネツ（ロシア語: Каменец）はルーシの年代記（レートピシ）にその名が記される、キエフ・ルーシ期の都市である。スルチ川左岸（西側）に位置し、キエフ公国との国境線に面したヴォルィーニ公国の都市であった。現存せず、跡地は現ウクライナ・ジトーミル州カミヤンカ(ru)にあたる。

## 歴史
カメネツに関する最初の言及は1196年である。すなわち、ロマンとリューリク(ru)との政権闘争の過程で、リューリクの子のロスチスラフ がカメネツ近郊を攻撃した、という記述である。また、1221年、ロマンの子の1人であるダニールがガーリチから追放され、ハンガリー王国へ亡命した後に、ロマンの子の1人のヴァシリコがカメネツのクニャージ（公）を名乗ったが、分領公国としても存続することはなかった。
1228年、ルーシに帰還したダニールは、カメネツでキエフ公国、チェルニゴフ公国、ピンスク公国、ポロヴェツ族の連合軍を相手取る包囲戦を耐え抜いた。なお、ルーシの年代記の中には、これをクレメネツにおける戦闘であると記すものもある。
1239年、カメネツにおいて、キエフからハンガリーへ亡命中のチェルニゴフ公ミハイルの家族が、ヤロスラフという公に捕獲されたという記述が年代記上にみられる。このヤロスラフに関する詳細は不明であり、ヤロスラフ・イングヴァレヴィチとする説、ヤロスラフ・フセヴォロドヴィチとする説がある。
1240年、モンゴルのルーシ侵攻の過程においてカメネツは破壊され、その後復興することはなかった。